# Serradigitus miscionei
Serradigitus miscionei thường được biết đến như là bọ cạp óc chó là một loài bọ cạp hiếm gặp chỉ được tìm thấy ở miền nam Arizona của Hoa Kỳ. Đây là một trong ba loài bọ cạp thuộc chi Serradigitus được tìm thấy ở Arizona.

## Mô tả
Serradigitus miscionei là một loài bọ cạp cỡ nhỏ có màu nâu đỏ, những con cái trưởng thành có chiều dài trung bình chỉ 25 milimet (1 inch). Nó đã được phát hiện trong khi tìm kiếm những con thằn lằn trên các bức tường của một chiếc xuồng trôi vào sông San Pedro. Nó được mô tả vào đầu tháng 2 năm 2011 bởi Richard Ayrey.

## Sinh thái học
Loài bọ cạp Serradigitus miscionei dường như thích sống trong môi trường mà có chất nền cát thẳng đứng, không thường thấy ở các loài bọ cạp khác. Giống như hầu hết bọ cạp, Serradigitus miscionei sống nhờ nuôi cấy chủ yếu ở động vật không xương sống nhỏ. Nọc độc của nó không được biết đến với ý nghĩa về mặt y học đối với con người, chó hay các động vật có vú khác. 